# PlayStation Spot
PlayStation Spot（プレイステーション・スポット）は、PlayStation Portable (PSP) 向けの無線LANターミナル。PSPの無線LAN機能に対応しており、ゲームシェアリング機能を利用してゲームの体験版をダウンロードしたり、ネットワーク接続用のアクセスポイントとして利用できる。「シェアリング型」と「アクセスポイント型」の2種類がある。

PlayStation Vita (PS Vita) でも利用する事は可能。

## シェアリング型
ゲームシェアリング機能を利用してゲームの体験版を自分の持っているPSP本体にダウンロードできる。ダウンロードした体験版はスリープ機能を利用して保持できるが、HOME（ホーム）ボタンからホームメニューに戻ると消えてしまう。

## アクセスポイント型
インターネットの無線LANアクセスポイントになっているタイプのスポット。このスポットはパソコンからはアクセスできず、PSPまたはPS Vita本体からでないとアクセスできない。

設置箇所の電波環境に影響されるが、自宅の無線LAN環境よりも早い時間でコンテンツのダウンロードが完了する事もある。
ゲームダウンロード
メモリースティックDuoに保存するタイプの体験版をダウンロードできる。こちらはHOMEボタンを押しても再びメニューから選択することでプレイできるが、ファイルのサイズが数MB～数十MB単位と大きいため、メモリースティックDuoとバッテリーの容量に十分注意する必要がある。
コンテンツダウンロード
ゲームのムービーや壁紙、ゲームデータなどをダウンロードしてメモリースティックに保存できる。
アップデート
PSP、PS Vita本体のシステムソフトウェアや手持ちのソフトウェアをアップデートできる。
インターネットブラウザ
PSP、PS Vitaのブラウザ機能を使ってネットを閲覧できる。
オンラインゲーム
インフラストラクチャーモードを利用したオンラインゲームをプレイできる。